# Arrondissement Les Andelys
Les Andelys is een arrondissement van het Franse departement Eure in de regio Normandië. De onderprefectuur is Les Andelys.

## Kantons
Het arrondissement was tot 2014 samengesteld uit de volgende kantons:
- kanton Les Andelys
- kanton Écos
- kanton Étrépagny
- kanton Fleury-sur-Andelle
- kanton Gaillon
- kanton Gaillon-Campagne
- kanton Gisors
- kanton Louviers-Nord
- kanton Louviers-Sud
- kanton Lyons-la-Forêt
- kanton Pont-de-l'Arche
- kanton Val-de-Reuil

Na de herindeling bij decreet van 25 februari 2014, met uitwerking op 22 maart 2015 is de samenstelling als volgt: 
- kanton Les Andelys
- kanton Gaillon
- kanton Gisors
- kanton Louviers
- kanton Le Neubourg  ( deel 1/44 )
- kanton Pont-de-l'Arche
- kanton Romilly-sur-Andelle
- kanton Val-de-Reuil
- kanton Vernon